# Costuleni (Iași)
Costuleni é uma comuna romena localizada no distrito de Iaşi, na região de Moldávia. A comuna possui uma área de 70.11 km² e sua população era de 4871 habitantes segundo o censo de 2007.